# Dicoria
Dicoria é um género botânico pertencente à família Asteraceae.